# قره‌گونه، حاجی‌قبول
قره‌گونه (به ترکی آذربایجانی: Qaragünə) یک منطقهٔ مسکونی در جمهوری آذربایجان است که در شهرستان حاجی‌قبول واقع شده‌است.